# Parc de la Feixina
El Parc de la Feixina és un parc urbà situat al Districte de Ponent de Palma (Mallorca, Illes Balears). Està ubicat a l'espai que antigament separava les murades de Palma i el raval, actualment barri, de Santa Catalina.

## Història
El lloc fou convertit en parc arran la construcció de l'actual CEIP Jaume I, obra de l'arquitecte Guillem Forteza Pinya. Es preveia que fos lloc d'esbarjo per als alumnes del grup escolar, tot i que arran l'esclat de la Guerra Civil es va convertir en caserna i no va recuperar l'ús escolar fins molt després.
El 16 de maig de 1947 va inaugurar-se el Monument a les víctimes del creuer Baleares, en record dels mariners morts en l'enfonsament del vaixell homònim. Durant els anys 1963 a 1974 es va utilitzar per celebrar la Fira Oficial de Mostres, Artesania i Turisme.
El 1991 va ser remodelat fins a assolir la seva forma actual.

## Descripció
El parc té forma trapezoïdal, s'estén en paral·lel al tram final del torrent de la Riera just abans de desembocar a la mar i just davant el Baluard de Sant Pere, un dels pocs trams de la muralla que encara continuen en peu a la ciutat. Al nord limita amb el col·legi Jaume I; a l'est, el torrent de la Riera abans esmentat; a l'oest l'avinguda Argentina i, al sud, el Passeig Marítim i la mar.
L'espai té forma allargada, distribuït a tres nivells i a diferents altures, de nord a sud. La terrassa superior és l'espai més ample i té una font central flanquejada per un parc infantil, un bar i un altre per a gent gran. La terrassa intermèdia té un estany amb l'aigua de la font de la terrassa superior i, en el seu centre, el monòlit. Finalment, a la terrassa inferior (la més estreta de les tres) hi ha un rellotge de sol al costat d'una segona font i un espai inclinat enjardinat que condueix fins al Passeig Marítim.
Tot el parc està travessat per un gran vial central que, per comunicar els diferents nivells, es converteix en escala, a més d'altres vies laterals. La vegetació és abundant i variada.
És un dels més concorreguts de la ciutat, atesa la seva ubicació estratègica prop del port on desembarquen els creuers de turistes, així com la seva proximitat al barri de Santa Catalina i al Passeig Marítim, destacats punts d'oci nocturn de la ciutat. També, per la seva estructura és molt utilitzat pels joves com a skatepark. Per això és molt freqüentat tant per turistes com ciutadans de totes les edats.